# Pilosella hybrida
Pilosella hybrida är en tvåhjärtbladiga växtart som först beskrevs av Dominique Villars, och fick sitt nu gällande namn av Friedrich Wilhelm Schultz och Sch.Bip.. Pilosella hybrida ingår i släktet stångfibblor, och familjen korgblommiga. Inga underarter finns listade i Catalogue of Life.